# Elena Lyons
Elena Lyons (Madrid, 27 giugno 1973) è un'attrice statunitense.

## Filmografia

### Televisione
- USA High - serie TV, 51 episodi (1997-1999)
- CSI - Scena del crimine (CSI: Crime Scene Investigation) - serie TV, episodio 1x05 (2000)
- JAG - Avvocati in divisa (JAG) - serie TV, episodio 8x19 (2003)
- NCIS - Unità anticrimine (NCIS) – serie TV, episodio 1x03 (2003)
- Las Vegas - serie TV, episodio 1x23 (2004)